# La Roche-Noire
La Roche-Noire ist eine französische Gemeinde mit 630 Einwohnern (Stand: 1. Januar 2022) im Département Puy-de-Dôme in der Region Auvergne-Rhône-Alpes (vor 2016 Auvergne). Sie gehört zum Arrondissement Clermont-Ferrand und zum Kanton Vic-le-Comte.

## Geographie
La Roche-Noire liegt etwa 13 Kilometer südöstlich von Clermont-Ferrand am Allier, der die Gemeinde im Westen begrenzt. Umgeben wird La Roche-Noire von den Nachbargemeinden Pérignat-sur-Allier im Norden, Saint-Georges-sur-Allier im Osten, Mirefleurs im Süden, Les Martres-de-Veyre im Südwesten sowie Le Cendre im Westen.

## Bevölkerungsentwicklung
| Jahr                       | 1962 | 1968 | 1975 | 1982 | 1990 | 1999 | 2006 | 2018 |
| Einwohner                  | 115  | 99   | 158  | 304  | 426  | 476  | 624  | 620  |
| Quellen: Cassini und INSEE |      |      |      |      |      |      |      |      |

## Sehenswürdigkeiten
- Kirche, frühere Burgkapelle aus dem 12. Jahrhundert
- Reste des Schlosses Bellerive, 1991 zerstört